# カーングリー語
カーングリー語（カーングリーご、英: Kangri language）は、主にインドのヒマーチャル・プラデーシュ州カーングラー県で話されている言語である。ドーグリー語と言語的に近い関係にあり、ともにインド語派のドーグリー・カーングリー諸語に属すると分類されている。語彙はパンジャーブ語から深い影響を受けている。かつてはパンジャーブ語の方言に分類されていた。カーングラー語ともいう。カーングリーとはカーングラー県のカーングラーという名称が由来である。

## 関連項目

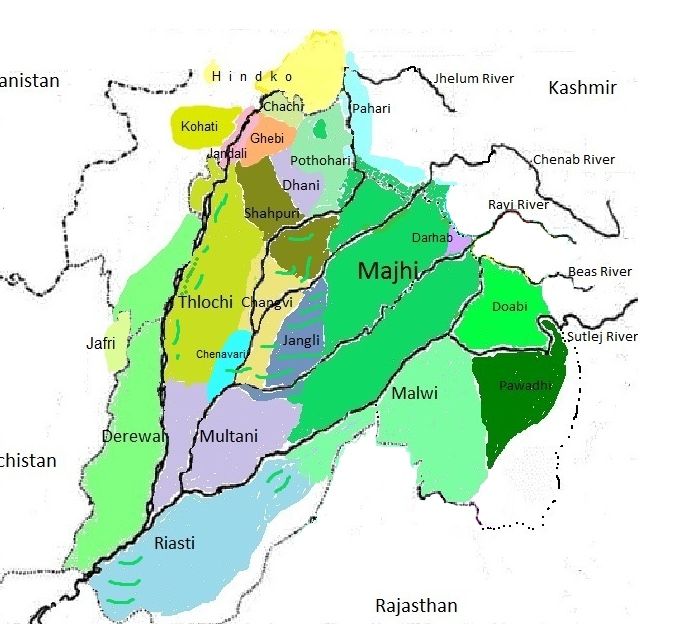
パンジャーブ語の方言に分類されていたカーングリー語（Kangri部分）

## 言語名別称
- カーングラー語
- カーングリー語
- Kangra-Dogri
- Pahari Kangri
- Pahari

## 方言
- Hamirpuri (xnr-ham)
- Palampuri (xnr-pal)